# کوزل (آلمان)
کوزل (به آلمانی: Kosel) یک شهر در آلمان است که در رندسبورگ-اکرنفورده واقع شده‌است. کوزل ۱٬۳۷۱ نفر جمعیت دارد.